# Emiliano Zapata 2da. Sección, Macuspana
Emiliano Zapata 2da. Sección är en ort i Mexiko.   Den ligger i kommunen Macuspana och delstaten Tabasco, i den sydöstra delen av landet, 700 km öster om huvudstaden Mexico City. Emiliano Zapata 2da. Sección ligger 12 meter över havet och antalet invånare är 584.
Terrängen runt Emiliano Zapata 2da. Sección är platt. Runt Emiliano Zapata 2da. Sección är det ganska tätbefolkat, med 67 invånare per kvadratkilometer. Närmaste större samhälle är Macuspana, 10,0 km söder om Emiliano Zapata 2da. Sección. Omgivningarna runt Emiliano Zapata 2da. Sección är en mosaik av jordbruksmark och naturlig växtlighet.